# 10076 Rogerhill
10076 Rogerhill este o planetă minoră (asteroid), cu un diametru de 6,543 km, din centura de asteroizi. A fost descoperită pe 9 august 1989 la Observatorul Palomar de Eleanor F. Helin. 
Obiectul prezintă o orbită caracterizată de o semiaxă mare de 2,6029319 UAi, o excentricitate de 0,31, o înclinație de 20,1649 ° în raport cu ecliptica.